# بوب هوارد (موسيقي)
بوب هوارد (بالإنجليزية: Bob Howard)‏ هو موسيقي وعازف بيانو ومغني أمريكي، ولد في 20 يونيو 1906 في نيوتن في الولايات المتحدة، وتوفي في 3 ديسمبر 1986 في ذا برونكس في الولايات المتحدة.

## وصلات خارجية
- بوب هوارد على موقع IMDb (الإنجليزية)
- بوب هوارد على موقع ميوزك برينز (الإنجليزية)
- بوب هوارد على موقع أول ميوزيك (الإنجليزية)
- بوب هوارد على موقع ديسكوغز (الإنجليزية)
- بوب هوارد على موقع قاعدة بيانات الفيلم (الإنجليزية)